# 吉萊斯皮冰川
85°11′S 175°12′W / 85.183°S 175.200°W
吉萊斯皮冰川是南極洲的冰川，位於杜費克海岸，處於凱尼恩山西南面，流經丘默勒斯山，最終注入沙克爾頓冰川，以美國研究隊物理學家命名。